# Follbrinkströmmen

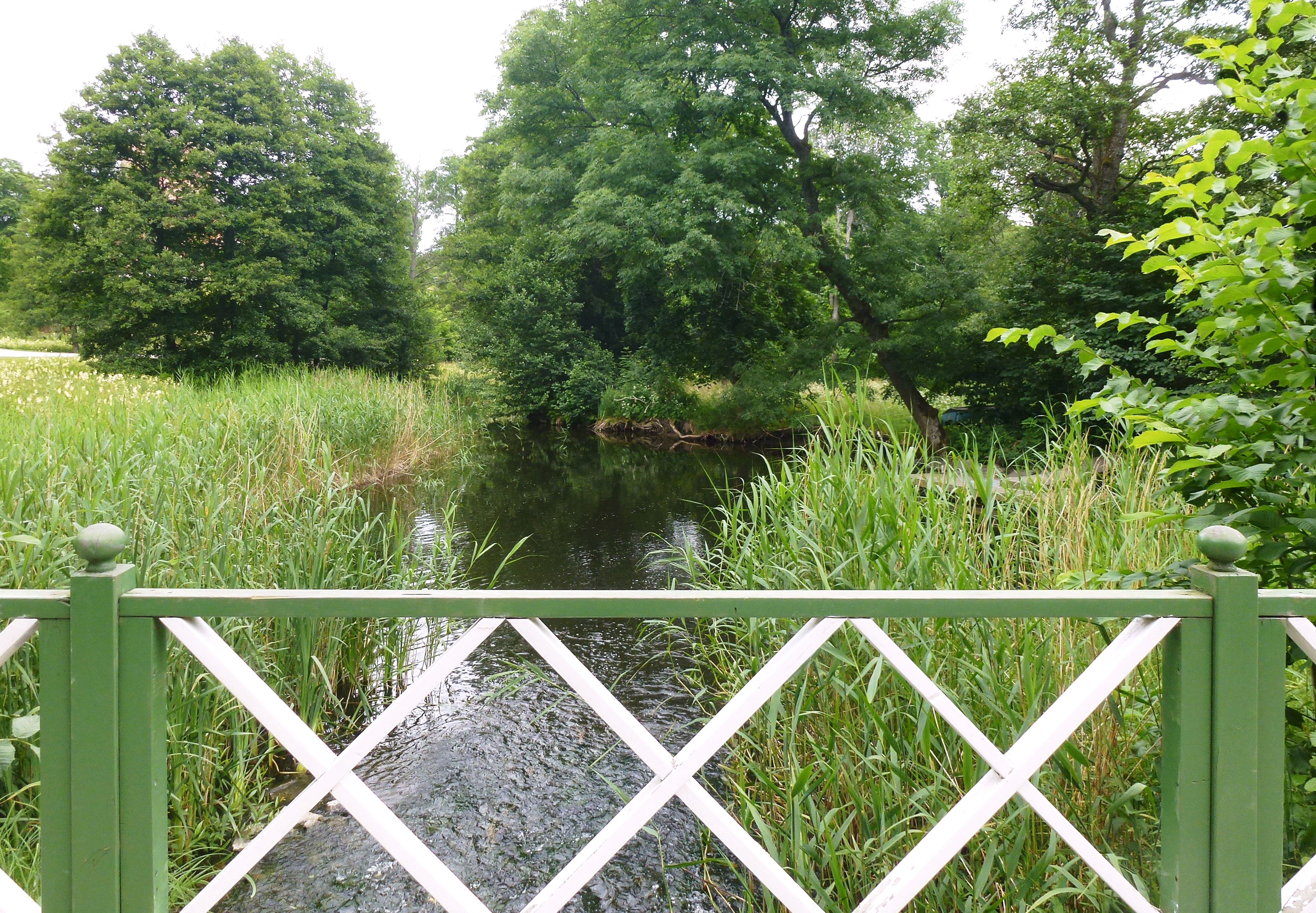
Follbrinkströmmen vid bron till Lilla Tyresö.

Follbrinkströmmen (även stavat Fållbrinksströmmen) är ett vattendrag i Tyresö kommun och en av Tyresös tre, genom olika historiska skeden välkända strömmar. De andra två är Wättingeströmmen och Uddbyfallet vid Uddby kvarn. Samtliga är belägna runt Albysjön. Follbrinkströmmen som är cirka 1,5 kilometer lång utmynnar i Kalvfjärdens inre sankmarker vid Tyresö slott. Strömmens vattenkraft nyttjades från medeltiden och fram till 1940-talet för olika industriella verksamheter.

## Industriverksamhet
Follbrinkströmmens bäckfåra börjar vid Fatburens nordöstra hörn, som är en mindre vik av Albysjön. Här fanns ett vattenfall (idag en damm med dammluckor) vars kraftkälla alltsedan medeltiden bidragit till olika industriella verksamheter. I ett dombrev från 1409 uppräknas bland "Tyresö härligheter" en kvarn. 1613 fanns såg, kopparhammare och mjölkvarn på platsen. 1631 uppfördes en masugn för framställning av tackjärn. Malmen kom från Utö gruvor. Järnbruket som även förfogade över två vattendrivna stångjärnshammare och fyra härdar lades ner 1651. På Maria Sofia De la Gardies ägotid byggdes en ny kvarn som stod färdig 1651.
På 1670-talet fanns förutom en mjölkvarn, ett vantmakeri och en valkkvarn. Likaså fanns en oljekvarn och ett såpsjuderi. År 1735 fick bröderna Johan Peter och William Smith tillstånd att vid Follbrinken uppföra ett stålbruk efter en engelsk konstruktion. Anläggningen byggdes under stort hemlighetsmakeri, eftersom det var en engelsk statsangelägenhet. Stålbruket lades ner 1765.
Den sista industriella verksamheten vid Follbrinksfallet var en kombinerad såg- och mjölkvarn som var i drift fram till 1940-talet. Anläggningen revs på 1950-talet. Idag syns rester i form av grunder i ett område av 100 x 5-20 meter och den murade rännan för Follbrinkströmmen. Vid den kvarvarande Strömstugan finns ett kvarnhjul.

## Bilder

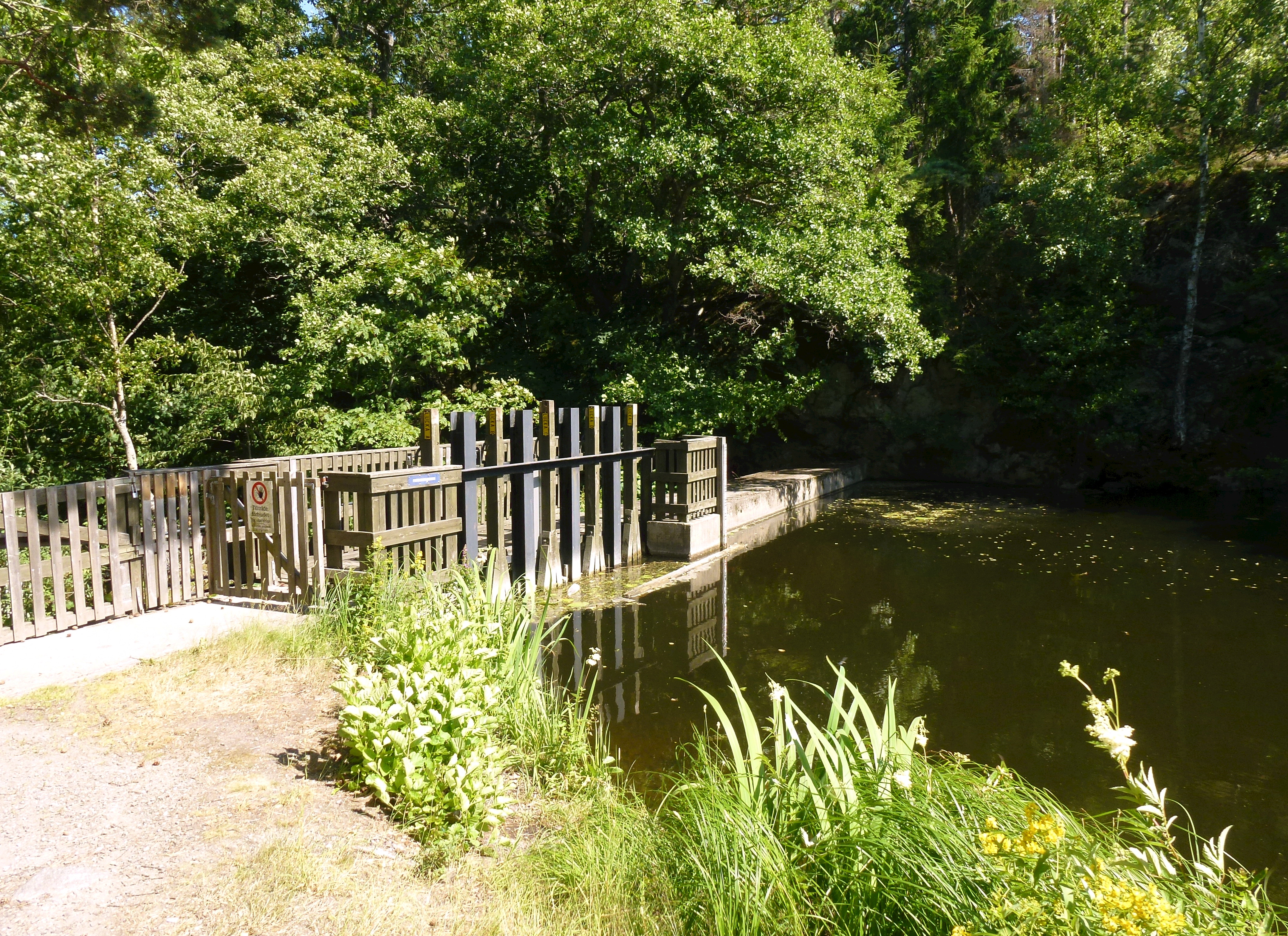
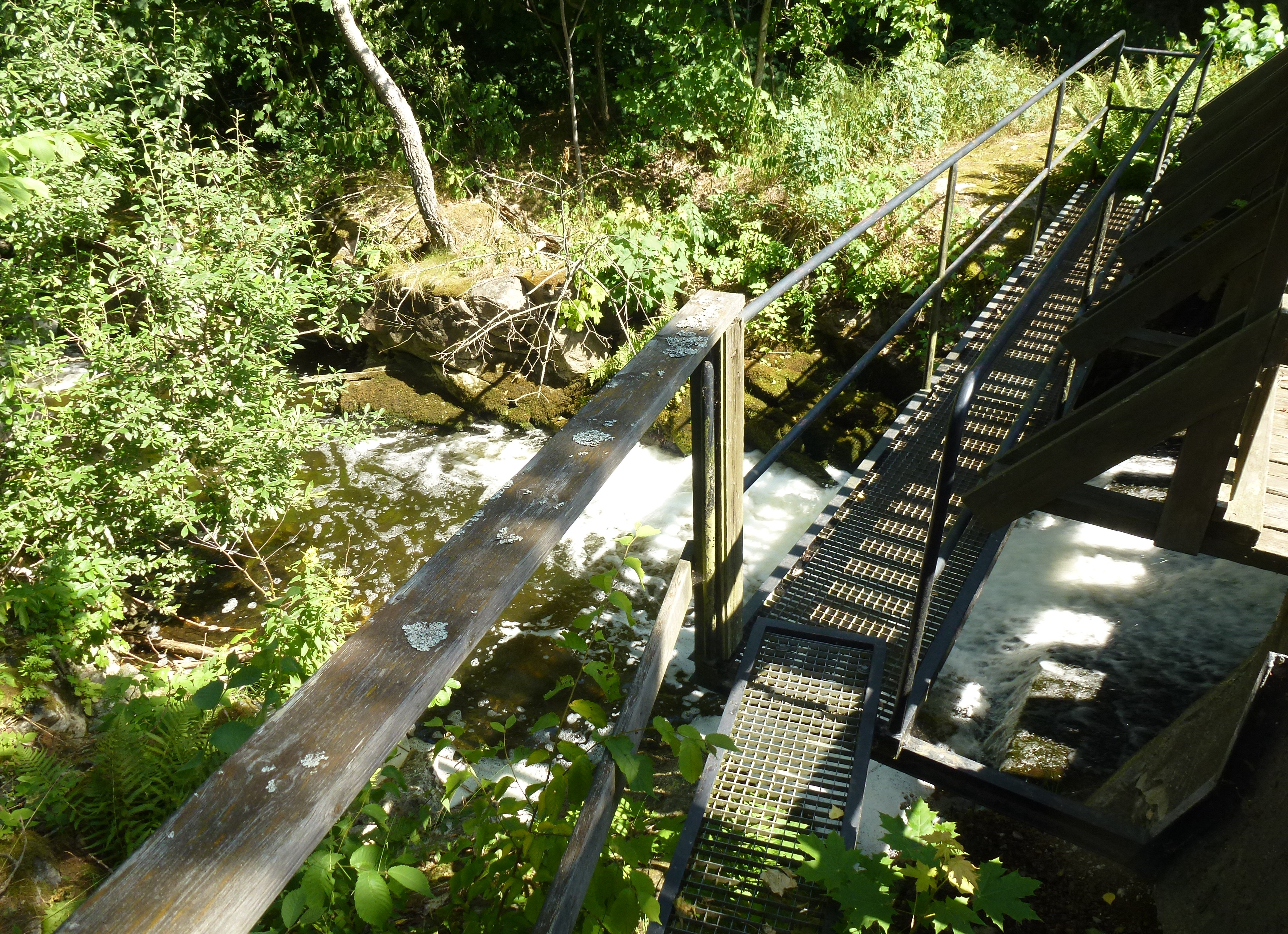
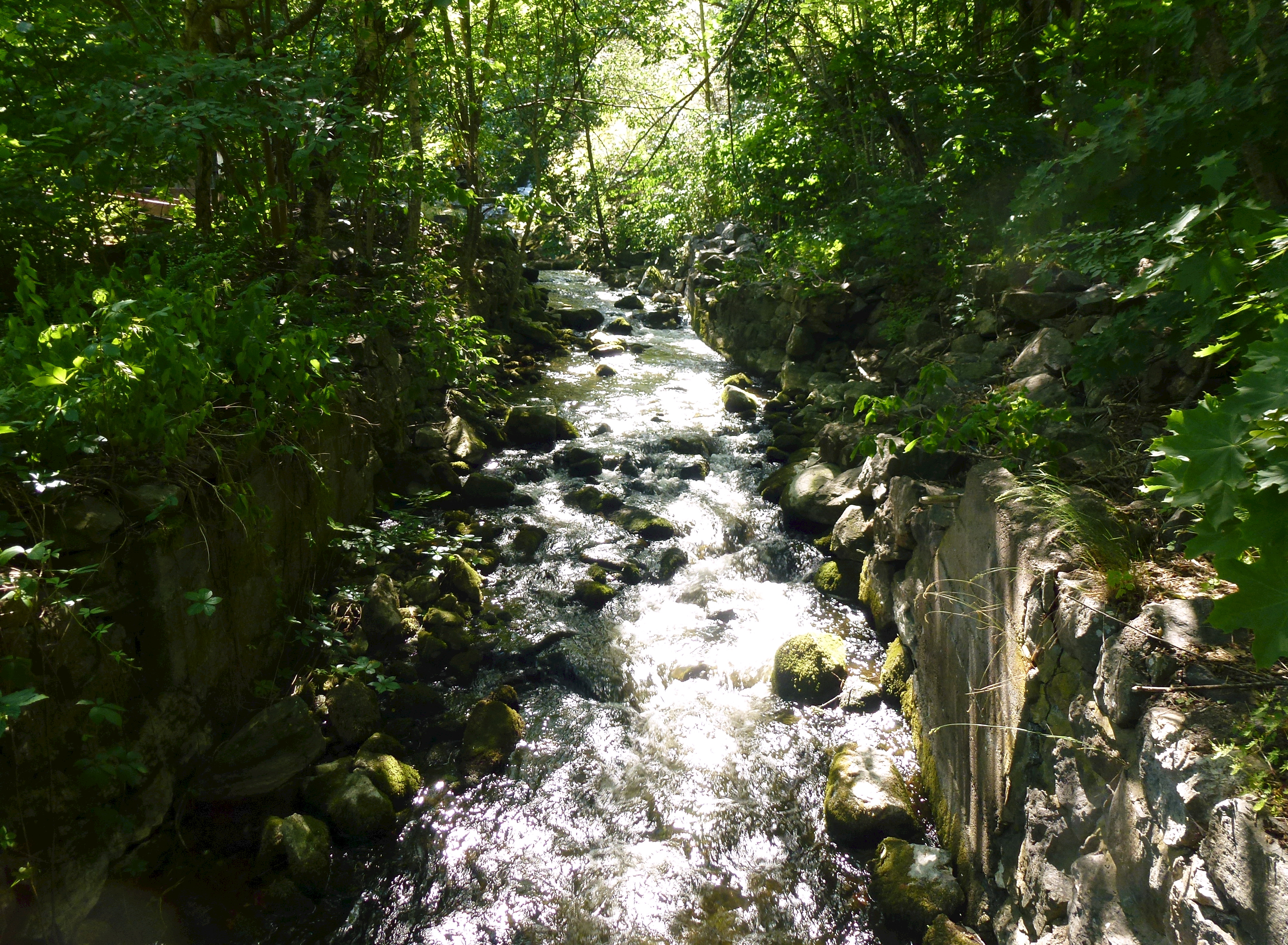
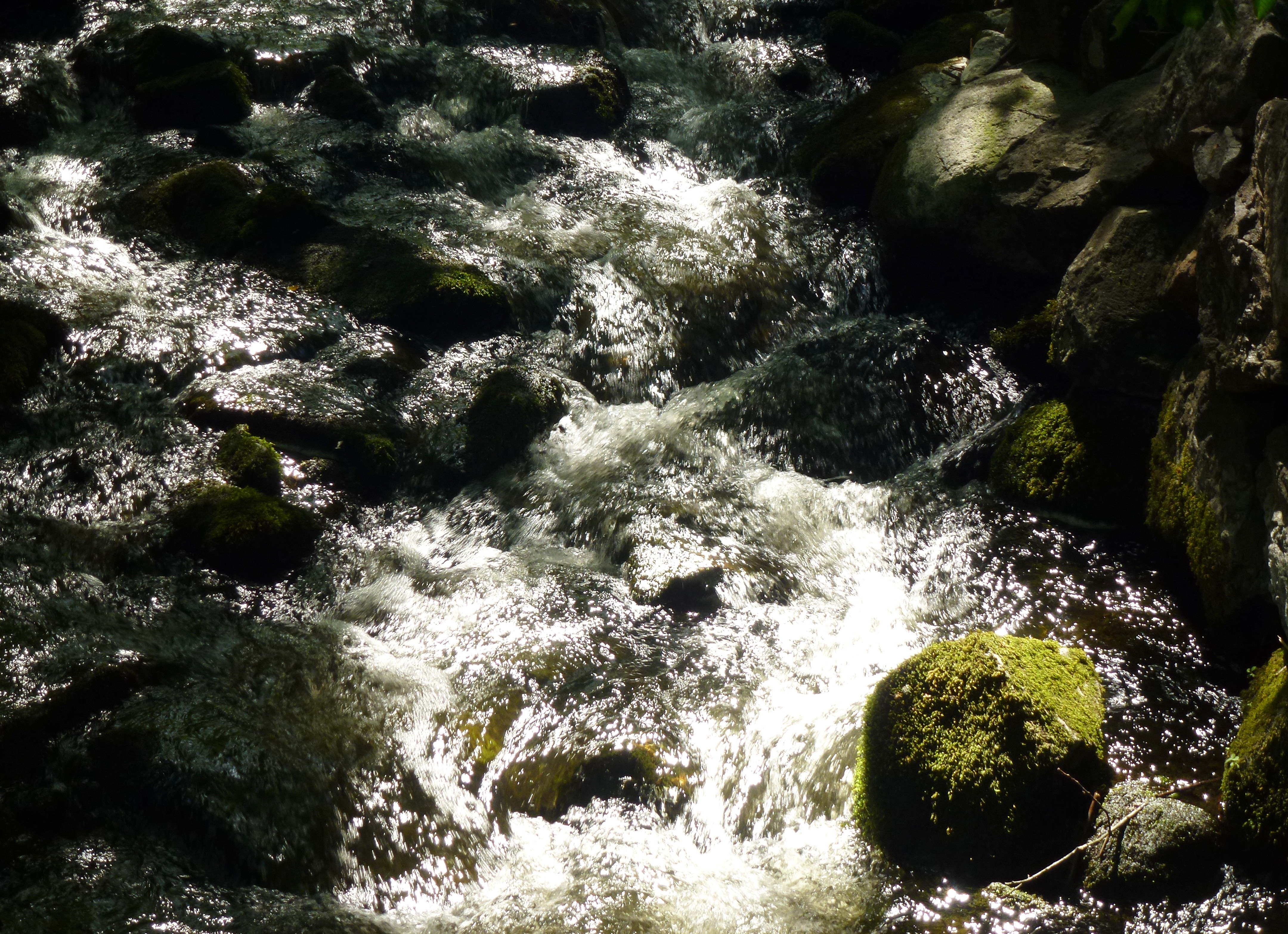

### Fotnoter
1. 1 2  Informationstavla på platsen
2. 1 2  Boëthius, Bertil (1933). Tyresöindustrierna på Maria Sofia De la Gardies tid. Stockholm. Libris 1967475
3. ↑  Magnusson, Olle (1994). Gömmarens gåva. Haninge: Hanvedens Förlag. Libris 7766441. ISBN 91-87736-15-2
4. ↑  RAÄ-nummer Tyresö 124:1.